# Eugene de Kock
Eugene Alexander de Kock (* 29. Januar 1949) ist ein ehemaliger hochdekorierter Oberst der Südafrikanischen Polizei während der Zeit der Apartheid. Als Leiter der geheimen Einsatzgruppe C1 (früher C10), die als Vlakplaas bekannt wurde und auch als Todesschwadron bezeichnet wurde, war er ab 1985 für die Bekämpfung des Widerstands gegen das Apartheidregime mitzuständig, vor allem gegen die führende Widerstandsbewegung, des African National Congress (ANC). In dieser Funktion war de Kock für die Ermordung vieler Menschen verantwortlich und wurde deswegen verurteilt.

## Beruflicher Weg
Als Constabler wurde er im Januar 1968 in die Südafrikanische Polizei aufgenommen. De Kock erhielt im Rahmen seiner beginnenden Laufbahn eine neunmonatige Ausbildung an einer Polizeiakademie. Danach entsandte man ihn nach Rhodesien, wo er als Grenzschutzoffizier in einer angespannten Zeit tätig war: Rhodesien hatte sich für unabhängig erklärt und wurde von der Staatengemeinschaft weitestgehend boykottiert. Im Jahr 1978 kam er zur SAP Security Branch-Dienststelle Oshakati im damaligen südafrikanisch besetzten Südwestafrika, von wo er bereits am 1. Januar 1979 zur neu geschaffenen Koevoet-Einheit wechselte; diese operierte unter dem Dach der South African Police. Durch seine effektive Mitwirkung und Leitung in dieser Einheit wählte man ihn zur Durchführung eines Bombenattentates auf das ANC-Quartier in London aus. Dafür erhielt er die höchste Auszeichnung der Südafrikanischen Polizei, den Star for Outstanding Service.

## Enthüllungen
Als nach dem Ende der Apartheid ab etwa 1994 die Verbrechen des Regimes bei der Unterdrückung vor allem der schwarzen Bevölkerung aufgearbeitet wurden, geriet De Kock wegen seiner Schlüsselrolle als Befehlshaber der Vlakplaas-Einheit ins Zentrum der öffentlichen Debatte. De Kocks Aussagen über den so genannten „Schmutzigen Krieg“ der Regierung gegen die Opposition, vor allem über die geheimgehaltenen politischen Morde an schwarzen Oppositionellen, schockierten die Öffentlichkeit und wurden über Südafrika hinaus bekannt. Besonders die grausamen Vorgehensweisen und die bis dahin völlig ungeahnte Art und der Umfang der von de Kock geschilderten Verbrechen erregten erhebliches Aufsehen. So waren regelmäßig Menschen durch umgeschnallte Sprengstoffgürtel exekutiert worden, die Leichen wurden durch wiederholte Sprengung zerstückelt, um sie unidentfizierbar zu machen und die Beseitigung zu erleichtern. Zudem berichtete er, dass seine Einheit gegen Ende der Apartheid von reaktionären Kräften in der Regierung missbraucht wurde, um den von Frederik Willem de Klerk und Nelson Mandela eingeleiteten Dialog zwischen den Bevölkerungsgruppen zu sabotieren. Dazu wurde die Inkatha-Bewegung, die in Opposition zum ANC von Mandela stand, mit Waffen beliefert, um Konflikte innerhalb der schwarzen Bevölkerung zu schüren. Allein dieser Konflikt forderte seit 1985 15.000 Opfer in der am meisten davon betroffenen Provinz Natal.
Nach de Kocks Aussagen folterte und mordete seine Einheit, verschob Waffen in großen Mengen, zettelte Verschwörungen an, fälschte Dokumente, fabrizierte Beweise und legte Bomben im In- und Ausland. 1987 zerstörte ein Sprengsatz die Zentrale der schwarzen ANC-nahen Dachgewerkschaft COSATU in Johannesburg. Laut de Kock geschah dies auf direkten Befehl des damaligen Staatspräsidenten Pieter Willem Botha. 1988 zerstörte eine Bombe das Khotso-Haus, den Sitz des oppositionellen Südafrikanischen Kirchenrates.
Während seines Prozesses, vor der Wahrheits- und Versöhnungskommission und später während seiner Haft machte de Kock umfangreiche Aussagen, wer die Vorgehensweise seiner Einheit angeordnet hatte und über die Morde an Widerständlern Bescheid wusste oder sie teilweise direkt angeordnet hatte. Dabei belastete er mehrere Polizeigeneräle und führende Politiker schwer, darunter auch de Klerk, den letzten weißen Präsidenten und Träger des Friedensnobelpreises. De Klerk war in der neuen, mehrheitlich schwarzen Regierung Mandelas Vizepräsident. De Kocks Aussagen führten jedoch nicht zu juristischen Konsequenzen für die Betroffenen. Er war über diese Tatsache verbittert und bezeichnete sich als eine Art Bauernopfer, während die Befehlsgeber und eigentlich Verantwortlichen straflos ausgingen.

## Verurteilung und Haft
Nach dem Ende der Rassentrennungspolitik im Jahre 1994 wurde er vor Gericht gestellt und wegen mehrfachen Mordes und Verbrechen gegen die Menschlichkeit zu einer Haftstrafe von zweimal lebenslänglich plus 212 Jahren verurteilt; er verbüßte die Strafe in einem Hochsicherheitsgefängnis in Pretoria. Von der südafrikanischen Presse wurde er, nach seinem Spitznamen unter Kollegen, als „Prime Evil“ (englisch, etwa: „das Urböse“ oder auch „Oberster Verbrecher“) bezeichnet, seine umfangreichen Aussagen trugen maßgeblich zur Aufklärung illegaler verdeckter Operationen der ehemaligen weißen Regierung bei.

## Persönliche Reue und Freilassung
Während seiner Haft wurde de Kock mehrfach von der südafrikanischen Psychologin Pumla Gobodo-Madikizela besucht, die auch Mitglied der Wahrheitskommission war. Sie schrieb ein vielbeachtetes Buch über diese Interviews, in dem sie unter anderem die Frage diskutiert, wie de Kock als eigentlich hochmoralischer Mensch zu einem Massenmörder werden konnte. Nach ihren Aussagen haben zwei Witwen von Männern, die de Kock getötet hatte, ihm nach persönlichen Gesprächen wegen seiner als echt wahrgenommenen Reue vergeben. In ihrem Buch äußerte Gobodo-Madikizela die Ansicht, dass sie der Regierung gegebenenfalls empfehlen würde, de Kock zu begnadigen. Ende Januar 2015 wurde de Kock nach 20 Jahren Haft vorzeitig auf Bewährung entlassen. Laut Justizminister Michael Masutha sei dies „im Interesse der Staatsbildung und der Versöhnung“ geschehen.

## Werke
- Eugene de Kock: A long night’s damage. Working for the Apartheid State. Contra Press, Saxonwold 1998, ISBN 0-620-22198-4.